# Thorben Saggau
Thorben Saggau (* 7. Mai 1987 in Lübeck) ist ein deutscher Eishockeyspieler, der seit 2011 beim EHC Timmendorfer Strand 06 in der Oberliga Nord spielt.

## Karriere
Saggau begann seine Karriere beim EC Timmendorfer Strand und wechselte 2004 zu den Eisbären Berlin und deren Nachwuchsmannschaft, den Eisbären Juniors Berlin, für die er die meiste Zeit in der Deutschen Nachwuchsliga sowie in Regional- und Oberliga auf dem Eis stand. Zur Saison 2007/08 wechselte der Stürmer zu den Kassel Huskies in die 2. Bundesliga, mit denen er in der gleichen Spielzeit den Aufstieg in die Deutsche Eishockey Liga schaffte. In der Saison 2008/09 wurde Saggau zudem mit einer Förderlizenz für die Eispiraten Crimmitschau ausgestattet. In der Saison 2009/10 und der Saison 2010/11 spielte er bei dem Aufsteiger EC Hannover Indians in der 2. Eishockey-Bundesliga und ist zusätzlich mit einer Förderlizenz der Hamburg Freezers für die DEL ausgestattet. Zum Beginn der Saison 2011/12 kehrte er zu seinem Heimatverein, dem EHC Timmendorfer Strand 06, zurück.

## Karrierestatistik
(Legende zur Spielerstatistik: Sp oder GP = absolvierte Spiele; T oder G = erzielte Tore; V oder A = erzielte Assists; Pkt oder Pts = erzielte Scorerpunkte; SM oder PIM = erhaltene Strafminuten; +/− = Plus/Minus-Bilanz; PP = erzielte Überzahltore; SH = erzielte Unterzahltore; GW = erzielte Siegtore; 1 Play-downs/Relegation; Kursiv: Statistik nicht vollständig)